# Cuarto principio de la termodinámica
El cuarto principio o cuarta ley de la termodinámica es el postulado del economista rumano Nicholas Georgescu-Roegen, que afirma que la materia disponible se degrada de forma continua e irreprensiblemente en materia no disponible de forma práctica. Es una modificación del segundo principio de la termodinámica pero aplicándolo a la materia, en vez de a la energía (aunque ya Einstein dio la relación entre materia y energía). Se trata, por tanto, de un principio con implicaciones en la economía, y no tanto en la termodinámica.

## Explicaciones del concepto
Otra forma de enunciar este principio es afirmar que durante el uso de materiales, siempre hay una parte que se degrada y que es imposible de recuperar, ni con los métodos más futuristas de reciclado. Es imposible conseguir un rozamiento nulo que no desgaste los materiales, ni que ese desgaste pueda ser recuperado (reutilizado o reciclado).
Así mismo, el teórico del decrecimiento, Serge Latouche, en su libro "La apuesta por el decrecimiento: ¿cómo salir del imaginario dominante?", realiza la siguiente descripción del principio:
Los procesos de transformación de la energía no son reversibles (segunda ley de la termodinámica) y, en la práctica, pasa lo mismo con la materia; a diferencia de la energía, esta es reciclable, pero nunca íntegramente: «Podemos reciclar las monedas metálicas usadas, escribe Nicholas Georgescu-Roengen, pero no las moléculas de cobre disipadas por el uso». Este fenómeno que él ha bautizado como «la cuarta ley de la termodinámica», puede ser discutible en teoría, pero no desde el punto de vista de la economía concreta.
Este principio ya había sido formulado por el célebre termodinamicista Mark Zemansky que formaliza el hecho de que las máquinas se desgastan, y la materia disipada es prácticamente imposible recuperarla totalmente: el reciclaje nunca puede ser completo.
Este principio se ha utilizado para justificar el decrecimiento económico como mejor forma de afrontar el futuro de la humanidad, y fue la base con la que Nicholas Georgescu-Roegen definió su Bioeconomía, rama conocida posteriormente como economía ecológica.
Kozo Mayumi también asumió estos planteamientos. y además afirmó que «la escasez de recursos minerales establece un límite a la supervivencia de la humanidad sobre este planeta»" Esto demostraría científicamente que el crecimiento económico sostenido es sencillamente una forma temeraria de adelantar una especie de suicidio colectivo involuntario de la humanidad.

### Otras obras que sirven de referencia
- N. Georgescu-Roegen, La Ley de la Entropía y el Proceso Económico (The Entropy Law and the Economic Process). 1971.
- N. Georgescu-Roegen, Energía y Mitos Económicos (Energy and Economic Myths). 1972.
- Mayumi Kozo, Bioeconomics and Sustainability, Edward Elgar, Cheltenham, 1999.